# オーストリア・マルクス主義

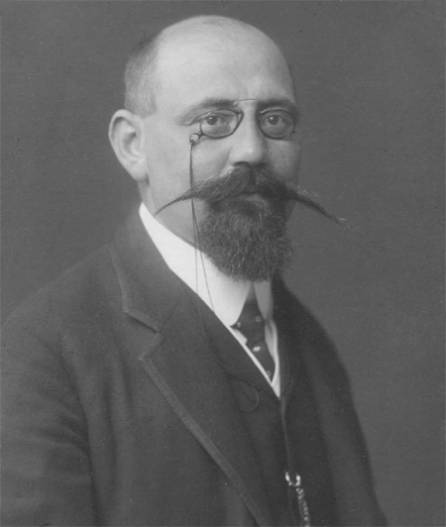
カール・レンナー

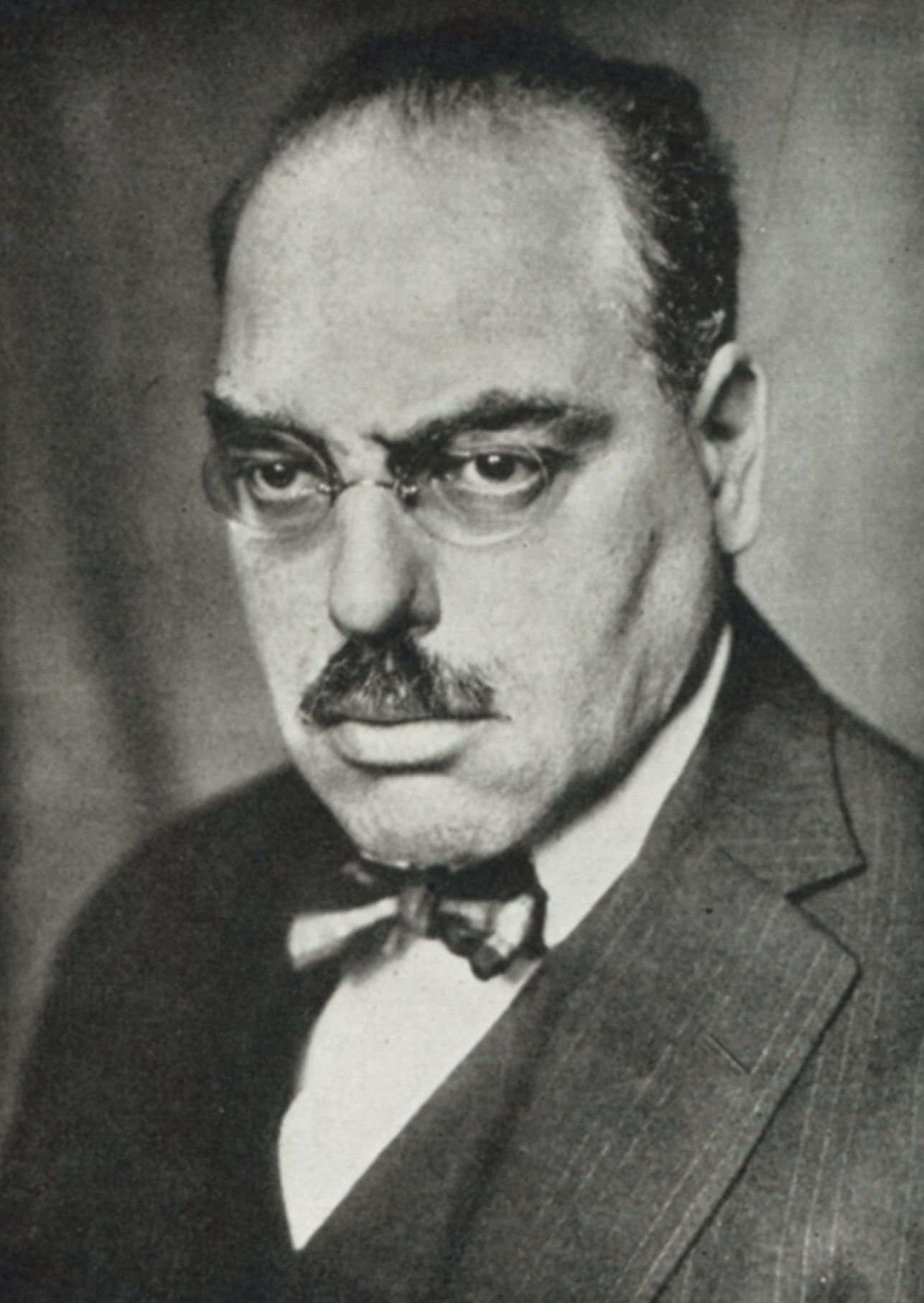
ルドルフ・ヒルファーディング

オーストリア・マルクス主義（オーストリア・マルクスしゅぎ / 独:Austro-marxismus）は、19世紀末から第一次世界大戦前後の時期までのオーストリア（オーストリア＝ハンガリー二重帝国）で活動したマルクス主義の一派である。
「オーストロ＝マルクス主義」（「オーストロ」は「オーストリア」の短縮形）・「オーストリア派マルクス主義」と称されることもあるが、後者については、いわゆる「オーストリア学派経済学」とはほとんど無関係である。

## 概要
「オーストリア・マルクス主義」（オーストロ＝マルクシズム）の名称は、第一次世界大戦前にアメリカの社会主義者・ジャーナリストであるルイス・B・ブーディン（Louis B. Boudin）によって命名され、1890年代から1900年代にかけて理論誌『闘争』などを舞台に独自の思想集団を形成していったカール・レンナー、マックス・アドラー、ルドルフ・ヒルファーディング、オットー・バウアーら若いマルクス主義者によって担われた理論活動を意味するものであった。彼らの多くは哲学的には新カント派の影響を受け、政治的には社会民主主義左派に位置していた。
この潮流は、19世紀後半以降ドイツ社会民主主義陣営内部で台頭したベルンシュタインの修正主義と、ロシア革命以後のボリシェヴィズム（ロシア共産主義）の両者を批判しつつ、この2つの中間の立場（あるいはそのどちらでもない「第三の道」）を理論的に正当化し、両者の間に立って調停しようとする志向性を有していた。しかしその独特の民族理論（文化的自治論）に見られるように、彼らは政治分析において現実のオーストリア・ハンガリー二重帝国の意義を過小評価する側面があり、ヒルファーディングに代表される経済分析によって社会主義革命の必然性を理論づけながらも、革命思想としては客観主義・待機主義（日和見主義）的態度に陥る傾向を持っていたとされる。

## 理論
オーストリア・マルクス主義派（もしくは「オーストリア派のマルクス主義者」）と呼ばれた理論家集団は、哲学的には新カント主義やマッハ主義、経済学上のオーストリア学派の限界効用理論、ベルンシュタインの修正主義理論、多民族国家であるオーストリア＝ハンガリー二重帝国の民族問題など、同時代の理論的問題に取り組み、あるいはそれらの影響を受けた。彼らに共通する特色は、マルクス主義を完結した理論体系と見なすことを拒否する点にあった。また、狭義の政治理論に止まらず経済理論・心理学・教育学・社会学・芸術・文芸理論・音楽社会学など多岐にわたるその活動は、両大戦間期の「赤いウィーン」の文化活動に体現されている。

### 哲学：新カント派哲学の導入
オーストリア・マルクス主義は必ずしも哲学の分野においては一枚岩ではなく、例えばM・アドラーやバウアーが新カント派哲学に依拠して社会科学の認識論的位置づけをめざしたのに対し、F・アドラーのように新カント主義に反対しマッハ主義の立場に立つ者もおり、バウアーものちにはマッハ主義に転向した。しかし、この集団のなかで特に哲学上の中心的存在となったのはM・アドラーであった。彼はカントの認識批判に基づいてマルクス主義から世界観的な要素を切り離し、それを「社会に関する一つの厳密な科学」としてとらえ直そうと努力しながらも、他方、カントの認識論・倫理学をもってマルクス主義を補完しようとしたベルンシュタイン派の修正主義に対しては批判を加えた。この結果、カントの認識論に依拠しつつマルクスによって示された歴史図式を維持しようとするM・アドラーの立場は、一方では社会主義への発展を歴史的必然として受け入れながら、他方では一切の革命的行為を拒否する待機主義におちいったとされる。

### 経済学：金融資本論
経済学において、ヒルファーディングをはじめとするオーストリア・マルクス主義派はナショナリズムを帝国主義の出現の重要な要素ととらえ、保護主義政策と領土拡張主義の関係を重視した。
1904年、オーストリア学派のベーム＝バヴェルクが限界効用理論の立場からマルクスの労働価値説を批判すると、ヒルファーディングはマルクスの労働価値説を資本主義社会の運動法則を発見するための武器と見なす立場から反論するとともに、あわせて労働価値説の観念性を主張しつつ限界効用学派との折衷をはかるベルンシュタイン派に対しても批判を行った（転形問題論争）。
続いてヒルファーディングは、資本主義の発展の新局面すなわち帝国主義化の理論的把握にむかい、帝国主義的展開を資本主義の発展能力の証明とみなし資本主義の崩壊からプロレタリア革命へという戦略を捨て議会を通じて漸進的改良を主張する修正主義を批判の対象とした。と同時に彼は、資本主義の新形態を単なる過渡的混乱とみなす「マルクス護教派」のカウツキーの理論も批判した。ヒルファーディングは主著『金融資本論』（1910年）において、眼前に展開する経済現象をマルクスの理論体系の内に取りこむことを試み、独占資本と金融資本の形成という2つの現象形態をとる資本の集中過程を分析し、金融資本の支配をもって資本集中の最高度の形態と考えた。そしてこれが階級関係における生産の社会統制の確立をもたらし、経済の中央集権化・組織化・計画化など「組織」の面で社会主義を準備すると展望し、社会主義革命の必然性（および社会主義への平和的移行）を結論づけたのである。さらに後述するバウアーらの民族理論の影響を受け広域経済の優位を主張した。

### 民族理論：文化的自治論

オーストリア＝ハンガリー帝国の民族分布（1910年）

19世紀末、オーストリア社会民主党は民族別に編成された党の連合組織となっており、その内部ではドイツ人社会主義者とチェコ人社会主義者との対立が深刻化していた。社会民主党は1899年のブリュン綱領で民族問題についての基本的見解を出したが、民族運動との妥協を経て、それは当初構想されていた「文化的自治」論ではなく、立法・行政単位としての自治的地域の上に「民主的な諸民族の連邦」を構想する内容となった。
このブリュン綱領をさらに理論的に深化させる仕事を担ったのが、レンナーとバウアーであった。レンナーは『国家と国民』（1899年）・『国家をめぐるオーストリア諸国民の闘争』（1902年）、バウアーは『民族問題と社会民主主義』（1907年）・『バルカン戦争とドイツの世界政策』（1912年）などの著書においてこうした理論活動を展開した。彼らはブリュン綱領が示した属地的組織による民族自治というプランを基本的には承認しつつも、多民族のモザイク的混住が進んだ二重帝国においては、立法・行政上の自治を担う属地的組織のみでは少数民族の問題を解決するには不充分と考え、属人的組織による文化的自治というアイデアを導入した。また同時に、この地域の社会主義革命にとってはドナウ経済圏が一体に保たれた方が有利であるという観点から、現在の二重帝国の枠組みを当面維持すべきであるとした。具体的には、政治・経済領域に関わる属地的民族別組織の「民族的地域」と文化的領域に関わる属人的民族組織の「民族共同体」（個人の申告により作成される民族台帳に基づき編成）を重ね合わせる「二次元の連邦」が提唱された。
ただし、これより先についてはレンナー・バウアー両者の理論には大きな隔たりが存在した。法学者であるレンナーは、複雑な民族問題を国制と法において理論化しようとした。そして帝国内諸民族間の関係を法制度的に調整することが、民族主義運動を背景とした政治的権力闘争を終結に導き、また帝国の多民族連邦組織への改組が将来の社会主義社会におけるモデルとなると展望したのである。これに対してバウアーは、社会学的視点から、より広い民族問題の理論的・歴史的分析に向かい民族の本質に迫ろうとした。そして二重帝国やバルカン半島における「歴史なき民の覚醒」を分析し、民族の解放が不可避の政治的・理論的課題であると考えた。さらに現在の資本主義社会では支配階級であるブルジョワ階級が民族文化を占有しており、社会主義社会による旧来の資本主義社会の解体を通じて、新たに諸民族の「文化共同体」が形成されうると考え階級闘争を重視する態度をとった。したがってレンナーは現実のオーストリア＝ハンガリー二重帝国を地理的・経済的にみて必然的に一体のものとみなしたのに対し、バウアーは多民族国家オーストリアの存在は、階級闘争を阻害する民族対立を発生させない限りにおいてのみ是認される（つまり多民族国家は運動の目的ではなく運動の与件である）と考えたのである。第一次大戦期に至って、「中欧論」に影響されたレンナーが帝国の維持に固執する一方で、バウアーが従来の立場を修正して民族自決を許容し、二重帝国の解体を展望するところまで両者の懸隔は拡がった。
以上のようなオーストリア・マルクス主義派（およびオーストリア社会民主党）の民族理論の影響を特に強く受けたのが、同時期にロシア（およびその支配下にあったポーランド・リトアニア）で活動しロシア社会民主労働党内の有力フラクションであったユダヤ人社会主義団体「ブンド」であった。ブンドは1901年の第4回大会において「ユダヤ人の民族的独自性」「諸民族の非領域的連邦国家構想」を採択し、翌1903年、ロシア社会民主労働党の第2回大会において党組織の連邦化を主張し、多数派と衝突して大会をボイコットする事態になった。ブンドの主張はレーニンらによって厳しく批判され、ブンドに影響を与えたバウアーらオーストリア・マルクス主義派の民族理論も民族自決を否定する「文化的民族自治論」として、ルクセンブルクの民族理論ともどもレーニンやスターリンの批判対象となった。またバウアーが言語や地域の共通性を必ずしも民族の本質として重視せず、文化的要素に重きを置いた（そして属人的な文化的自治の根拠とした）ことは、言語を民族の本質とするカウツキーからの批判を受けた。
オーストリア・マルクス主義派の民族理論の同時代での影響については見解が分かれる。一つは、ブリュン綱領やこの理論の発展にもかかわらず、オーストリア社会民主党からのチェコ人組織（チェコ社会民主党）の分離独立（1911年）を回避できなかった点をもって、同党内部においてもこの理論の影響は限定的で、ドイツ系党員の民族主義的なドイツ人優位論や偏狭な「国際主義」（チェコ人など少数民族の運動への譲歩を拒むものであった）に対抗することができなかったというものである。もう一つは、社会民主党内で直接に帝国の解体を主張する意見がほとんどなく、多くの民族組織は基本的には帝国の枠組みの維持を望んでいたという点をもって、（さらに多民族のモザイク的状況を考慮すれば）文化的民族自治論は当時の二重帝国において十分に現実的な理論であったというものである。

## 主要な人物
- マックス・アドラー（Max Adler　/　1873 - 1937） - 社会学者・哲学者。
- カール・レンナー（1870 - 1950） - 法学者。
- オットー・バウアー（1881 - 1938）
- ルドルフ・ヒルファーディング（1877 - 1941） - 経済学者。第一次大戦後ドイツに活動の場を移した。
- フリードリヒ（フリッツ）・アドラー（Friedrich Adler / 1879 - 1960）
- グスタフ・エックシュタイン（Gustav Eckstein / 1875 - 1916）

より広範には、以下の人々も含まれる。
- クンフィ・ジグモンド（Kunfi Zsigmond / 1879 - 1929） - ハンガリー人。
- フォガラシ・ベーラ（Fogarasi Béla / 1891 - 1959） - 同上。哲学者。
- レンジェル・ジュラ（Lengyel Gyula　/　1888 - 1941） - 同上。
- ボフミール・シュメラル（Bohumír Šmeral / 1880 - 1941） - チェコ人。チェコスロヴァキア共産党創立者の一人。
- バレンチノ・ピットーニ（Valentino Pittoni / 1872 - 1933） - イタリア人。労働運動指導者。
- ヘンリク・グロスマン（Henryk Grossman / 1881 - 1950） - ポーランド人。経済学者・歴史家。
- イヴァン・ツァンカル（Ivan Cankar / 1876 - 1918） - スロベニア人。詩人・劇作家。

また初期にオーストリアで活動し社会民主党結党時のハインフェルト綱領作成に関わったカウツキーを含める見解もある。

## 沿革

### 思想集団の形成
オーストリア・マルクス主義派の源流は1890年代前半にレンナー、M・アドラー、ヒルファーディングらによって結成されたウィーン大学の社会主義的学生サークルまで遡ることができる。その後バウアーも加わることとなったこのグループはやがてオーストリア社会民主党の運動と結びつくようになり、彼らが思想上の師と仰ぐ「オーストリア社会民主主義の父」V・アドラーを記念して1904年に叢書（あるいは不定期刊の理論政治誌）『マルクス研究』（Marx-Studien）を発刊した。ついでバウアーらの編集により月刊の『闘争』（Der Kampf）が1907年に創刊されると、同誌は社会民主党の理論機関誌となった。彼らはこれらを主な舞台に先述の理論活動を展開し、「オーストリア・マルクス主義」が次第に形成されていくこととなった。

### 第一次大戦期
1914年、第一次世界大戦が開始されると、社会民主党は第二インターナショナルに加盟する他の社会民主主義政党と同様、祖国防衛を唱えて国際主義を捨て、帝国政府による戦争遂行政策を支持し「城内平和」を主張した。このような党主流派に対するオーストリア・マルクス主義の理論家の態度はさまざまであった。レンナーは多民族国家オーストリアの維持を図る立場から戦争政策を支持し、同様にバウアーは一兵卒として従軍しロシア軍の捕虜となったが、M・アドラーやF・アドラー（主流派であるV・アドラーの子）は党内少数派として「カール・マルクス協会」を結成、「城内平和」論を批判し無賠償・無併合の即時停戦を主張した。さらにF・アドラーは停戦実現のため1916年10月、当時のシュテュルク首相を暗殺した。特別法廷での彼の弁論は大衆に支持され、この頃捕虜交換により帰国していたバウアーも少数派（党内左派）に合流した。そしてバウアーは帝国内の諸民族による「民族自決」を是認する左翼民族綱領を発表する一方で、レンナーを説得して党内左派の立場に賛同させようとした。

### 分裂回避の努力
結局オーストリア＝ハンガリー二重帝国は大戦末期の1918年10月に崩壊し、翌11月には「オーストリア共和国」の成立が宣言される（オーストリア革命）。このなかで社会民主党（およびオーストリア・マルクス主義派）はプロレタリア革命を遂行し権力を奪取する道を選ばず、共和派（ブルジョワ自由主義者）と連合して政権を形成し、経済的に「社会化」を進めながら選挙による党勢拡大をはかり革命の機会を待つという方針を選択した。さらに戦後、党の指導権を掌握したバウアーら左派は、第一次大戦への参戦を支持した愛国主義的な右派を「（党の）統一と団結」の名の下に免罪した。国際運動においては、1922年、バウアーやF・アドラーにより第二半インター（ウィーン・インターナショナル）が設立され、大戦とロシア革命による第二インターとコミンテルン（第三インター）の分裂を調停し、社会主義者の国際組織の再統一をめざした。しかし以上のようなオーストリア・マルクス主義派の態度は、レーニンらボリシェヴィキ派（ロシア共産党）からは「和解できないものを和解させようとする日和見主義」であると猛反発を受け、また第二半インター自体もほどなくして社会主義労働インター（第二インターの後継団体）に吸収されたため運動としては失敗に終わった。

### 「第三の道」へ
その後、オーストリア・マルクス主義派は「改良主義とボリシェヴィズムの間に」立ち、社会主義運動の両陣営への分裂を批判・調停する「第三の道」を標榜する立場を打ち出し、1926年の社会民主党リンツ綱領によって定式化した。この頃オーストリア・マルクス主義派は思想集団としてはほぼ解体していたが、オーストリア社会民主党が国際社会主義運動の中で急速に影響力を失うなか、左右の意見の対立を抱えながらも党の統一を守ることができたのはこのような調停的立場の成果とする評価もある。オーストリア・ファシズムの台頭によりオーストリア・マルクス主義の理論家たちは、1934年の反ファシズム蜂起の失敗（2月内乱）後、亡命あるいは沈黙の道を歩むことを余儀なくされたが、第二次世界大戦後に至ってレンナーの大統領就任にみられるように復権を遂げた。

## 再評価
近年、オーストリア・マルクス主義はもっぱらその民族理論を中心に再評価が進んでいる。すなわち、冷戦終結後、かつてのオーストリア＝ハンガリー二重帝国領が相当の部分を占めるユーゴスラヴィアで内戦が激化すると、従来民族自決権の否定として批判されることが多かったオーストリア・マルクス主義の文化的自治論にも注目が集まることとなった。そこで評価されているのは、ユーゴ内戦で露呈した、民族自決権に基づく国民国家の限界を予見し、必ずしも少数民族の分離独立へと収束しないオルタナティヴな民族政策を提示した点である。